# Leandro Barreiro
Leandro Barreiro Martins (Erpeldange, 3 de janeiro de 2000) é um futebolista luxemburguês que atua como meio-campista. Atualmente, defende o Benfica e a Seleção Luxemburguesa.

## Carreira
Formado no Racing-Union, defendeu também o Erpeldange, equipe de sua cidade natal (onde chegou a atuar 9 vezes no time principal), antes de chegar ao Mainz, que venceu a disputa com o Paris Saint-Germain para contar com o volante em 2016. Em novembro de 2018, Barreiro assinou o primeiro contrato profissional, e fez sua estreia na derrota por 5 a 1 para o Bayer Leverkusen, em fevereiro de 2019. Ele ainda atuou em 6 partidas com o time B do Mainz no mesmo ano.

## Seleção Luxemburguesa
Descendente de angolanos, Barreiro defendeu as seleções de base de Luxemburgo entre 2016 e 2017, fazendo sua estreia na equipe principal dos D'Roud Léiwen em um amistoso contra Malta, em março de 2018.

## Vida pessoal
Barreiro é fluente em 6 línguas: luxemburguês, francês, alemão, português, espanhol e inglês. Em junho de 2023, foi condecorado pelo primeiro-ministro Xavier Bettel com a Ordem Equestre da Coroa de Carvalho pela ocasião do Dia Nacional de Luxemburgo.

## Estatísticas pela Seleção
| #  | Data                | Local                                       | Rival       | Placar | Resultado | Competição                            |
| -- | ------------------- | ------------------------------------------- | ----------- | ------ | --------- | ------------------------------------- |
| 1. | 21 de março de 2019 | Estádio Josy Barthel, Cidade de Luxemburgo  | Lituânia    | 1–0    | 2–1       | Eliminatórias para a Eurocopa de 2020 |
| 2. | 14 de junho de 2022 | Estádio de Luxemburgo, Cidade de Luxemburgo | Ilhas Faroé | 2–0    | 2–2       | Liga das Nações da UEFA C de 2022–23  |

## Títulos
Benfica
- Taça da Liga: 2024–25
- Supertaça Cândido de Oliveira: 2025